# Behnia
Behnia é um género monotípico de plantas com flor, pertencente à subfamília Agavoideae da família Asparagaceae, cuja única espécie considerada válida é Behnia reticulata, nativa da África Austral (Malawi, Moçambique, Zimbabwé, África do Sul e Suazilândia). O género foi durante algum tempo considerado ao nível taxonómico de família como sendo a família monotípica Behniaceae.

## Descrição
Morfologia
A espécie Behnia reticulata, a única do géneros Behnia, apresenta caules glabros, delgados, lenhosos, cilíndricos, profusamente ramificados, sarmentosos, com raminhos galhos e flexuosos. As folhas são alternas, sésseis, ovais, amplamente arredondado na base mas com ápice agudo, com 2–3 cm de comprimento, com lâmina foliar de textura firme, verde, brilhante, com uma nervura central clara e 5-7 veias verticais muito marcadas em cada página. As flores ocorrem em cimeiras simples ou ligeiramente compostas, inseridas nas axilas das folhas superiores. As brácteas são persistentes, escariosas, oval-lanceoladas. Os pedicelos florais com 1 cm de comprimento, articulados no ápice. O perianto é esverdeado. Os frutos são bagas.
Distribuição
A espécie é originária da África Austral (Malawi, Moçambique, Zimbabwé, África do Sul e Suazilândia).

## Taxonomia
O género Behnia
A espécie Behnia reticulata foi descrita por (Thunb.) Didr. e publicado em Videnskabelige Meddelelser fra Dansk Naturhistorisk Forening i Kjøbenhavn 1854: 183. 1855. A posição taxonómica da espécie tem variado, gerando a seguinte sinonímia:
- Dictyopsis thunbergii Harv.
- Dictyopsis thunbergii Harv. ex Hook.f.
- Hylonome reticulata (Thunb.) Webb & Berthel.
- Ruscus reticulatus Thunb.

A ex-família Behniaceae
O género Behnia esteve integrado numa família autónoma, as Behniaceae, composta por uma única espécie, Behnia reticulata. A família foi descrita por Conran, M.W. Chase & Rudall e publicada em Kew Bulletin 52: 996. 1997. A família não foi, contudo, reconhecida no sistema de Cronquist (1981), mas o sistema APG (1998) aceitou-a, incorporando-a na ordem Asparagales. No sistema APG II (2003) a única espécie da família foi colocada na família Agavaceae (depois Asparagaceae). No sistema APG III (2009), a família é inválida e a espécie é incorporada na família Asparagaceae, subfamília Agavoideae, situação que se mantém no sistema APG IV de 2016.